# بانوی گربه
بانوی گربه یا کت لیدی (به انگلیسی: The Cat Lady) یک بازی ماجراجویی گرافیکی ترسناک می‌باشد که در سال ۲۰۱۲ توسط هاروستر گیمز برای مایکروسافت ویندوز و لینوکس توسعه‌یافته است. این بازی دومین قسمت از سه‌گانه شیطان از اینجا گذشت است که پس از داون‌فال در سال ۲۰۰۹ ساخته شده‌است. آخرین قسمت از این مجموعه تحت نام لورلای در سال ۲۰۱۹ منتشر گردیده‌است.

## پی‌رنگ
شخصیت اصلی داستان زن میانسالی به نام سوزان اشورث است که افسردگی مزمن دارد و هیچ دوستی ندارد. وی از گل‌ها متنفر است و تنها یارانش گربه‌های ولگرد هستند که با نواختن پیانو در آپارتمانش آن‌ها را به خود جذب می‌کند. وی بین هم‌محلی‌های خود به‌عنوان «بانوی گربه» شناخته می‌شود.
سوزان شبی تصمیم می‌گیرد که خودکشی کند، اما این تصمیم او را به جایی عجیب در دنیای مرگ می‌برد، او در آنجا با ملکهٔ لاروها ملاقات می‌کند. ملکه سوزان را جاودانه می‌کند و مأموریتی به او می‌دهد تا تا دنیا را از دست پنج روانی معروف به «انگل‌ها» خلاص کند.
سوزان به دنیای زندگان باز می‌گردد و در تخت بیمارستانی از خواب بیدار می‌شود سپس با لیز، پرستاری خوش‌برخوردی که از شغلش ناراضی است، آشنا می‌شود. لیز به سوزان می‌گوید که «دخترش» او را نجات داده؛ اما سوزان از شنیدن این حرف ناراحت می‌شود چون او هیچ دختری ندارد. سوزان سعی می‌کند فرار کند، اما توسط دکتر ایکس، روانپزشک بیمارستان متوقف می‌شود. او به دکتر ایکس توضیح می‌دهد که چگونه لیز شب قبل خودکشی کرده، و پس از این دکتر ایکس سوزان را به دام می‌اندازد و می‌کشد. بعداً سوزان در نوعی زیرزمین مخفی مخصوص شکنجه بیدار می‌شود و صدای فریاد قربانی دیگری را می‌شنود. او در این وهله می‌فهمد که دکتر ایکس بیمارانش را می‌کشد و آنها را به آثار هنری تبدیل می‌کند. وی سرانجام از آنجا فرار می‌کند، احتمالاً پس از اینکه دکتر ایکس را کشت.
سوزان به خانه‌اش برمی‌گردد و تلاش می‌کند به زندگی عادی خود بازگردد. وقتی او گربه‌ها را صدا می‌زند یکی از همسایه‌ها از او شکایت می‌کند که تهدید می‌کند با شرکت کنترل آفات تماس خواهد گرفت. سوزان پس از این اتفاق با میتزی هانت، زن جوان و بی‌خانمانی ملاقات می‌کند که حاضر است هم‌اتاقی جدید سوزان شود. میتزی همانی‌است که برای نجات جان سوزان دروغ گفته بود که دختر اوست. وقتی سوزان ملکهٔ لاروها را پشت سر میتزی می‌بیند، متوجه می‌شود که میتزی به مرگ نزدیک شده‌است، و این باعث می‌شود میتزی لو دهد که به سرطان مبتلا است. سوزان همچنین می‌فهمد که میتزی دوست پسری به نام جک داشته که پس از آگاه شدن از بیماری میتزی به جنون کشیده شده بوده‌است. جک به طور تصادفی وارد یک انجمن خودکشی آنلاین شده بود که در آنجا شخص مزاحمی به نام «چشم آدام» افراد را به‌سمت خودکشی تحریک می‌کرد. جک تلاش کرده بود میتزی را متقاعد کند که خودکشی کند، اما میتزی رد کرده بود و این باعث شد جک خودش خودکشی کند. میتزی تأکید می‌کند که فقط می‌خواهد یک شخص خاصی را پیدا کند که در آپارتمان است و قبل از مرگش با او «صحبت» کند. سوزان به زودی پس از شنیدن صدای فریاد گربه‌ها از بیرون برای بررسی موضوع بیرون می‌رود، اما توسط مأمور کنترل آفات ربوده می‌شود.
سوزان در خانهٔ مأمور کنترل آفات از خواب بیدار می‌شود و خودش را به تختی بسته می‌بیند. مرد به سوزان می‌گوید که به او کشش جنسی دارد، اما همسرش ناگهان وارد می‌شود و مایع سفیدکننده روی صورت سوزان می‌ریزد. مأمور کنترل آفات، وقتی می‌بیند سوزان خونین شده است، علاقه‌اش را از دست می‌دهد و او را با یک تفنگ رها می‌کند، بدون اینکه از جاودانگی سوزان خبردار باشد. سوزان متوجه می‌شود که خانهٔ آن‌ها از گوشت گربه و انسان پراکنده است. او تلاش می‌کند با پلیس تماس بگیرد اما بی‌نتیجه است، سپس با میتزی تماس می‌گیرد، از او ترکیب شیمیایی که جک به کار برده بود را می‌خواهد و از آن برای کشتن آن زوج استفاده می‌کند.
سوزان و میتزی پس از بازگشت به آپارتمان یواش یواش دوست و سوزان به میتزی در یافتن چشم آدام یاری می‌دهد. میتزی هنگام نوشیدن قهوه از سوزان می‌پرسد که بچه‌ای دارد یا نه، بدون اینکه بداند این سوال باعث زخم‌های قدیمی سوزان را باز می‌کند. سپس سوزان با عصبانیت کافه را ترک می‌کند ، تنها تا توسط مردی که وانمود می‌کند گل می‌دهد، کشته شود.
سوزان در آپارتمان بیدار می‌شود و خودش را در وان حمام به همراهٔ میتزی می‌بیند، در حالی که به هم بسته شده‌اند و موفق به فرار نمی‌شوند. سوزان از نفرت خود از گل‌ها پرده برمی‌دارد؛ ده سال پیش، او مادر جوان دختری به نام زویی می‌بود و با تاکسی‌رانی به نام اریک، ازدواج کرده بود. یک شب، وقتی اریک در حال کار کردن بود سوزان با زویی در خانه است. وی سعی می‌کند ارتباطش را با مردی که باوجود متأهلی‌اش به او علاقه دارد، قطع کند، مردی که به‌طور مداوم برایش گل می‌فرستد و او این گل‌ها را در اتاق زویی پنهان می‌کند. اریک به خانه بازمی‌گردد و به سوزان خبر می‌دهد که امروز حملهٔ تروریستی‌ای رخ داده بود که نزدیک بود او را بکشد سوزان از این موضوع بی‌خبر بود چون مشغول گفت‌وگو با معشوقش بود که فوراً با او تماس می‌گیرد تا مکالمه را قطع می‌کند. زمانی که اریک و سوزان در حال نزاع هستند، زویی به گردهٔ گل‌ها واکنش آلرژیک نشان می‌دهد در نهایت باعث جان باختن او می‌شود. سوزان همچنین به میتزی می‌گوید که اریک کمی بعد مرده پیدا شده بوده و او را تنها و افسرده رها کرد.
پایان بازی بسته به انتخاب‌های بازیکن به طور جزئی تغییر می‌کند.

## بازیگران
- لینزی فراست در نقش سوزان اشورث[ث] – بانوی گربهٔ میانسال و بیوه‌ای که که پس از مرگ دختر نوزاد و همسرش با افسردگی دست و پنجه نرم می‌کند، اما به مرور زمان در طول بازی با اتفاقات گذشته‌اش کنار می‌آید. فراست برای حضور دوبارهٔ سوزان در نسخه بازسازی شدهٔ داون‌فال و همچنین برای  کمیویی در دنبالهٔ بازی تحت نام لورلای نقش او را ایفا می‌کند.
- بریتانی مورگان ویلیامز در نقش میتزی هانت[ج] – زنی جوان و پرانرژی با مهارت‌های فنی بالا و بیماری لاعلاج که به‌منظور انتقام از یک ترول اینترنتی که باعث مرگ دوست پسرش شده، با سوزان زندگی می‌کند.
- کلمنس کاورینگ در نقش دکتر ایکس[چ] / اریک اشورث[ح] – دکتر ایکس روانپزشک ثابت بیمارستان است و در عین حال یک قاتل سریالی که زنان را برای تبدیل شدن به «آثار هنری» مورد هدف قرار می‌دهد، نیز می‌باشد. اریک اشورث همسر مرحوم سوزان است که پس از مرگ دخترشان بر اثر مسمومیت با الکل درگذشت.
- دیوید فیرث در نقش مأمور کنترل آفات[خ] / همسرش – زوج آدم‌خواری که مرتباً زنان را می‌ربایند اجسادشان را می‌خورند.
- جسی گان در نقش جو دیوس[د]، همسایهٔ سوزان که به شیزوفرنی مبتلا است و در خفا همسرش را شکنجه می‌کند؛ او همچنین شخصیت اصلی بازی قبلی سازنده یعنی داون‌فال نیز است.
- پیت باکنال در نقش برایان[ذ]، همسایه دشمن‌دار و بی‌ملاحظهٔ سوزان.
- مارگارت کوون در نقش ملکهٔ لاروها[ر] – مرگ به‌صورت یک شخصیت است که سوزان پس از اقدام به خودکشی می‌بیند، او نماد خودنفرتی سوزان می‌باشد که در عین حال فرصتی برای بهبودی نیز به شمار می‌آید.
- الکس سینکلر در نقش دکتر[ز]
- دیو سیمن در نقش جسی[ژ]
- مارین میلر در نقش پرستار[س]
- مارک لاوگرو در نقش اپراتور تلفنی پلیس[ش]
- رمیگیوش میخالسکی در نقش کلاغ[ص] / آیوی دیویس[ض]